# Ouvert-fermé
Ne doit pas être confondu avec Principe ouvert/fermé.
En topologie, un ouvert-fermé est un sous-ensemble d'un espace topologique X qui est à la fois ouvert et fermé. Il peut sembler contre-intuitif que de tels ensembles existent, puisqu'au sens usuel, « ouvert » et « fermé » sont antonymes. Mais au sens mathématique, ces deux notions ne sont pas mutuellement exclusives : une partie de X est dite fermée si son complémentaire dans X est ouvert, donc un ouvert-fermé est simplement un ouvert dont le complémentaire est aussi ouvert.

## Exemples
Dans tout espace topologique X, l'ensemble vide et l'espace entier X sont tous deux des ouverts-fermés.
Un espace est discret si et seulement si toutes ses parties sont des ouverts-fermés.
Dans une partition d'un espace en ouverts, tous les éléments de la partition sont des ouverts-fermés, ainsi que toute réunion (éventuellement infinie) de tels éléments. Par exemple :
- dans l'espace X = ]0, 1[ ∪ ]2, 3[ (muni de la topologie induite par la topologie usuelle de ℝ), les deux ouverts ]0, 1[ et ]2, 3[ sont complémentaires l'un de l'autre donc sont aussi fermés ;
- dans l'espace ℚ des rationnels (muni de la topologie induite par celle de ℝ), les deux ensembles {\displaystyle \{r\in \mathbb {Q} \mid r^{2}>2\}} et {\displaystyle \{r\in \mathbb {Q} \mid r^{2}<2\}} sont des ouverts-fermés ;
- dans un espace localement connexe X, toute réunion de composantes connexes de X est un ouvert-fermé ;
- dans un groupe topologique, tout sous-groupe ouvert est aussi fermé.

Dans une partition en fermés (comme les composantes connexes), si la partition est finie alors les parties sont encore des ouverts-fermés. Par exemple : dans un groupe topologique, tout sous-groupe fermé d'indice fini est un ouvert-fermé.

## Propriétés
- Un espace X est dit connexe si ses seuls ouverts-fermés sont ∅ et X.
- Un espace non vide est dit de dimension zéro si ses ouverts-fermés forment une base d'ouverts.
- Une partie est un ouvert-fermé si et seulement si sa frontière est vide.
- Tout ouvert-fermé de X est une réunion (éventuellement infinie) de composantes connexes de X.
- Les ouverts-fermés de X forment une sous-algèbre de Boole de l'ensemble des parties de X. D'après un théorème de Stone, toute algèbre de Boole peut être obtenue de cette façon, pour un certain espace X compact et de dimension zéro (donc totalement discontinu).